# 大阪府立守口東高等学校
大阪府立守口東高等学校（おおさかふりつもりぐちひがしこうとうがっこう、英称：Osaka Prefectural Moriguchi Higashi High School）は、大阪府守口市にある公立高等学校。

## 概要
1983年に開設された。全日制普通科の課程を設置している。現時点では、守口市では唯一の全日制普通科の公立高等学校となっている。

## 沿革
- 1982年3月19日 大阪府議会で建設の予算が議決される。
- 1983年1月1日 大阪府立守口東高等学校として開校。
- 1983年4月1日 第1期生が入学。

## 部活動
ラグビー部は、1988年度大阪大会決勝まで進んだが、啓光学園高校に敗れた。

## 出身者
- 中川剛 - 漫才師「中川家」
- 月丘七央 - 宝塚歌劇団
- 小早川秀樹 - ラジオDJ
- 宇佐美宏和 - サッカー選手

## 交通
- 京阪バス・八雲バス停よりすぐ
- Osaka Metro（谷町線）守口駅より北へ約900m
- 京阪（京阪本線）守口市駅より北へ約1km